# ميشيل كولينز
ميشيل كولينز (بالإنجليزية: Michelle Collins)‏ هي ممثلة بريطانية، ولدت في 28 مايو 1961 في المملكة المتحدة.

## وصلات خارجية
- ميشيل كولينز على موقع IMDb (الإنجليزية)
- ميشيل كولينز على موقع ميوزك برينز (الإنجليزية)
- ميشيل كولينز على موقع قاعدة بيانات الفيلم (الإنجليزية)